# Ilijaš
Ilijaš (kyrilliska: Илијаш) är en ort i kommunen Ilijaš i kantonen Sarajevo i centrala Bosnien och Hercegovina. Orten ligger cirka 17 kilometer nordväst om Sarajevo. Ilijaš hade 4 921 invånare vid folkräkningen år 2013.
Av invånarna i Ilijaš är 87,50 % bosniaker, 3,86 % kroater, 2,09 % serber och 1,95 % bosnier (2013).